# Требізачче
Требізачче (італ. Trebisacce, сиц. Tribisazzi) — муніципалітет в Італії, у регіоні Калабрія,  провінція Козенца.
Требізачче розташоване на відстані близько 410 км на південний схід від Рима, 110 км на північ від Катандзаро, 70 км на північ від Козенци.
Населення — 9046 осіб (2014).
Щорічний фестиваль відбувається 6 листопада. Покровитель — San Leonardo.

## Демографія
Населення за роками:

Станом на 1 січня 2023 року в муніципалітеті офіційно проживали 682 іноземці з 37 країн, серед них 155 громадян країн Євросоюзу та 53 громадяни України.

## Сусідні муніципалітети
- Альбідона
- Платачі
- Віллап'яна